# AB (Unternehmen)
AB S.A. ist ein polnisches Unternehmen mit Sitz in Magnice in der Nähe von Breslau. Es ist ein Händler von Computerhardware und Produkten der Informationstechnologie (IT). Das Unternehmen vertreibt Personal Computer, Laptops, Server, Drucker, Notebooks, Bürogeräte, Datenträger, Software, Netzwerkausrüstung wie Router, Splitter, drahtlose Adapter usw., Fernsehgeräte, Mobiltelefone, Kabel, Batterien und anderes im Einzel- und Großhandel. Das Unternehmen betreibt folgende Tochtergesellschaften: Alsen Sp z o o, Alsen Marketing Sp z o o, B2B IT Sp z o o, Optimus Sp z o o, Rekman Sp z o o und AT Computers Holding.
Es betreibt seine Geschäfte in Polen, der Tschechischen Republik und der Slowakei.
AB S.A. ist an der Warschauer Börse im polnischen Mittelwerteindex mWIG40 notiert.

## Geschichte
Von 1990 bis 1996 betrieb Andrzej Przybyło die Firma „A & B“ in Breslau. 1993 wurde die Gesellschaft Iwona Przybyło von Andrzej Przybyło gegründet. Ab 1994 wurden Filialen in allen größeren Städten Polens eröffnet. Im Jahr 2000 wurde das Enterprise Resource Planing System (ESP) eingeführt in Verbindung mit der Online-Integration aller Filialen in das Logistikzentrum.
2006 wurde der Börsengang an der Warschauer Börse durchgeführt. Im folgenden Jahr wurde die tschechische AT Computers Holding a.s., ein IT-Distributor und Computerhersteller, erworben. 2011 erhielt Andrzej Przybyło von Ernst & Young den Preis „Unternehmer des Jahres“ im Bereich Dienstleistungen. Im Jahr 2013 wurde der polnische Spielwarenhändler Rekman erworben. Damit erfolgte eine Ausweitung des Geschäftsbereichs. Das neue Vertriebszentrum wurde 2016 in Magnice eröffnet. AB hat 2018 zusammen mit der WSB Universität Breslau einen Studiengang „IT-Lösungen im Cloud Computing“ ins Leben gerufen. Im Jahr 2020 belief sich der Umsatz auf 12 Mrd. Złoty bei einem Nettogewinn von 100 Mio. Złoty.